# 11. Screen Actors Guild-gála
A 11. Screen Actors Guild-gála a 2004-es év legjobb filmes és televíziós alakításait értékelte. A díjátadót 2005. február 5-én tartották a Los Angeles-i Shrine Auditoriumban. A ceremóniát a TNT televízióadó közvetítette élőben, a jelöltek listáját pedig 2005. január 11-én jelentette be Rosario Dawson és James Denton a los angelesi Pacific Design Centerben.

## Győztesek és jelöltek

### Film
| Legjobb férfi főszereplő | Legjobb férfi főszereplő | Legjobb női főszereplő     | Legjobb női főszereplő |
| --- | --- | -------------------------- | --- |
| | - Jamie Foxx – Ray (Ray Charles) - Don Cheadle – Hotel Ruanda (Paul Rusesabagina) - Johnny Depp – Én, Pán Péter (J. M. Barrie) - Leonardo DiCaprio – Aviátor (Howard Hughes) - Paul Giamatti – Kerülőutak (Miles Raymond)                                                          |                            | - Hilary Swank – Millió dolláros bébi (Maggie Fitzgerald) - Annette Bening – Csodálatos Júlia (Julia Lambert) - Catalina Sandino Moreno – Üdvözlégy Mária, kegyelemmel teljes... (Maria Álvarez) - Imelda Staunton – Vera Drake (Vera Drake) - Kate Winslet – Egy makulátlan elme örök ragyogása (Clementine Kruczynski) |
| Legjobb férfi mellékszereplő | Legjobb férfi mellékszereplő | Legjobb női mellékszereplő | Legjobb női mellékszereplő |
| | - Morgan Freeman – Millió dolláros bébi (Eddie "Scrap-Iron" Dupris) - Thomas Haden Church – Kerülőutak (Jack Cole) - Jamie Foxx – Collateral – A halál záloga (Max Dourocher) - James Garner – Szerelmünk lapjai (Duke) - Freddie Highmore – Én, Pán Péter (Peter Llewelyn Davies) |                            | - Cate Blanchett – Aviátor (Katharine Hepburn) - Cloris Leachman – Spangol – Magamat sem értem! (Evelyn Wright) - Laura Linney – Kinsey - Mindenki másképp csinálja (Clara McMillen) - Virginia Madsen – Kerülőutak (Maya Randall) - Sophie Okonedo – Hotel Ruanda (Tatiana Rusesabagina)                                |
| Legjobb szereplőgárda (mozifilm) | |                            | |
| - Kerülőutak – Thomas Haden Church, Paul Giamatti, Virginia Madsen, Sandra Oh - Aviátor – Alan Alda, Alec Baldwin, Kate Beckinsale, Cate Blanchett, Leonardo DiCaprio, Ian Holm, Danny Huston, Jude Law, John C. Reilly, Gwen Stefani - Én, Pán Péter – Julie Christie, Johnny Depp, Freddie Highmore, Dustin Hoffman, Radha Mitchell, Joe Prospero, Nick Roud, Luke Spill, Kate Winslet - Hotel Ruanda – Don Cheadle, Nick Nolte, Sophie Okonedo, Joaquin Phoenix - Ray – Aunjanue Ellis, Jamie Foxx, Terrence Howard, Regina King, Harry Lennix, Clifton Powell, Larenz Tate, Kerry Washington | |                            | |

### Televízió
| Legjobb színész (minisorozat vagy tévéfilm) | Legjobb színész (minisorozat vagy tévéfilm) | Legjobb színésznő (minisorozat vagy tévéfilm) | Legjobb színésznő (minisorozat vagy tévéfilm) |
| --- | --- | --------------------------------------------- | --- |
| | - Geoffrey Rush – Peter Sellers élete és halála (Peter Sellers) - Jamie Foxx – Redemption: The Stan Tookie Williams Story (Stan Tookie Williams) - William H. Macy – Gyapjúsapka (Charlie Gigot) - Barry Pepper – A Nascar az életem: Dane Eanhardt története (Dale Earnhardt) - Jon Voight – Öten a Mennyországból (Eddie) |                                               | - Glenn Close – Az oroszlán télen (Aquitániai Eleonóra angol királyné) - Patricia Heaton – Hölgyem, Isten áldja! (Paula McFadden) - Keke Palmer – Gyapjúsapka (Lou) - Hilary Swank – Vasakaratú angyalok (Alice Paul) - Charlize Theron – Peter Sellers élete és halála (Britt Ekland) |
| Legjobb színész (drámasorozat) | Legjobb színész (drámasorozat) | Legjobb színésznő (drámasorozat)              | Legjobb színésznő (drámasorozat) |
| | - Jerry Orbach – Esküdt ellenségek (Lennie Briscoe) (posztumusz) - Hank Azaria – Huff (Dr. Craig "Huff" Huffstodt) - James Gandolfini – Maffiózók (Tony Soprano) - Anthony LaPaglia – Nyomtalanul (Jack Malone) - Kiefer Sutherland – 24 (Jack Bauer)                                                                       |                                               | - Jennifer Garner – Alias (Sydney Bristow) - Edie Falco – Maffiózók (Carmela Soprano) - Allison Janney – Az elnök emberei (C. J. Cregg) - Christine Lahti – Jack és Bobby (Grace McCallister) - Drea de Matteo – Maffiózók (Adriana La Cerva)                                          |
| Legjobb színész (vígjátéksorozat) | Legjobb színész (vígjátéksorozat) | Legjobb színésznő (vígjátéksorozat)           | Legjobb színésznő (vígjátéksorozat) |
| | - Tony Shalhoub – Monk – A flúgos nyomozó (Adrian Monk) - Jason Bateman – Az ítélet: család (Michael Bluth) - Sean Hayes – Will és Grace (Jack McFarland) - Ray Romano – Szeretünk Raymond (Ray Barone) - Charlie Sheen – Két pasi – meg egy kicsi (Charlie Harper)                                                         |                                               | - Teri Hatcher – Született feleségek (Susan Mayer) - Patricia Heaton – Szeretünk Raymond (Debra Barone) - Megan Mullally – Will és Grace (Karen Walker) - Sarah Jessica Parker – Szex és New York (Carrie Bradshaw) - Doris Roberts – Szeretünk Raymond (Marie Barone)                 |
| Legjobb szereplőgárda (drámasorozat) | |                                               | |
| - CSI: A helyszínelők – Gary Dourdan, George Eads, Jorja Fox, Paul Guilfoyle, Robert David Hall, Marg Helgenberger, William Petersen, Eric Szmanda - 24 – Reiko Aylesworth, Carlos Bernard, Elisha Cuthbert, James Badge Dale, Joaquim de Almeida, Dennis Haysbert, Vincent Laresca, Mary Lynn Rajskub, Paul Schulze, Kiefer Sutherland, D. B. Woodside - Sírhant művek – Lauren Ambrose, Frances Conroy, James Cromwell, Idalis DeLeón, Peter Facinelli, Ben Foster, Sprague Grayden, Rachel Griffiths, Michael C. Hall, Peter Krause, Justina Machado, Freddy Rodriguez, Mathew St. Patrick, Mena Suvari, Justin Theroux - Maffiózók – Lorraine Bracco, Steve Buscemi, Dominic Chianese, Vincent Curatola, Drea de Matteo, Edie Falco, James Gandolfini, Robert Iler, Michael Imperioli, Steve Schirripa, Jamie-Lynn Sigler, Tony Sirico, Aida Turturro, Steven Van Zandt, John Ventimiglia - Az elnök emberei – Stockard Channing, Kristin Chenoweth, Dulé Hill, Allison Janney, Joshua Malina, Mary McCormack, Janel Moloney, Richard Schiff, Martin Sheen, John Spencer, Lily Tomlin, Bradley Whitford | |                                               | |
| Legjobb szereplőgárda (vígjátéksorozat) | |                                               | |
| - Született feleségek – Andrea Bowen, Ricardo Antonio Chavira, Marcia Cross, Steven Culp, James Denton, Teri Hatcher, Felicity Huffman, Cody Kasch, Eva Longoria, Jesse Metcalfe, Mark Moses, Nicollette Sheridan, Brenda Strong - Az ítélet: család – Will Arnett, Jason Bateman, Michael Cera, David Cross, Portia de Rossi, Tony Hale, Alia Shawkat, Jeffrey Tambor, Jessica Walter - Szeretünk Raymond – Peter Boyle, Brad Garrett, Patricia Heaton, Monica Horan, Doris Roberts, Ray Romano, Madylin Sweeten - Szex és New York – Kim Cattrall, Kristin Davis, Cynthia Nixon, Sarah Jessica Parker - Will és Grace – Sean Hayes, Eric McCormack, Debra Messing, Megan Mullally | |                                               | |

### Screen Actors Guild-életműdíj
- James Garner

## In Memoriam
A gála "in memoriam" szegmense az alábbi, 2004-ben elhunyt személyekről emlékezett meg:
- Ronald Reagan
- Alan King
- Carrie Snodgress
- John Randolph
- Julius Harris
- Fay Wray
- John Drew Barrymore
- Virginia Mayo
- Rodney Dangerfield
- Warren J. Kemmerling
- Virginia Capers
- Frank Maxwell
- Robert Pastorelli
- Ossie Davis
- Ron O'Neal
- Ruth Warrick
- Iggie Wolfington
- Richard Biggs
- Eugene Roche
- Virginia Grey
- Paul Winfield
- Mercedes McCambridge
- Joe Viterelli
- Isabel Sanford
- Tony Randall
- Jerry Orbach
- Peter Ustinov
- Jan Sterling
- Howard Keel
- Janet Leigh
- Ray Charles
- Marlon Brando
- Christopher Reeve
- Johnny Carson

## Fordítás
- Ez a szócikk részben vagy egészben  a(z)   11th Screen Actors Guild Awards című angol Wikipédia-szócikk fordításán alapul.  Az eredeti cikk szerkesztőit annak laptörténete sorolja fel. Ez a jelzés csupán a megfogalmazás eredetét és a szerzői jogokat jelzi, nem szolgál a cikkben szereplő információk forrásmegjelöléseként.